# Skowronek (operetka)
Skowronek (węgierski: Á Pácsirta; niem. Wo die Lerche singt) – operetka Franza Lehára w trzech aktach z 1918 roku. Premiera miała miejsce najpierw 1 stycznia 1918 w Király-Szinhaz w Budapeszcie, a następnie 27 marca 1918 w Wiedniu w Theater an der Wien. Libretto zostało napisane przez Ferenca Mártosa, a następnie przetłumaczone na niemiecki przez Alfreda Marię Willnera i Heinza Reicherta.

## Historia powstania utworu
Po niepowodzeniu Astronoma w 1916, Lehár rozgoryczony i przygnębiony narastającymi trudnościami wojennymi odsunął się od muzyki, pozwalając sobie jedynie na nieliczne wyjazdy, podczas których dyrygował. Wystąpił na rzecz Czerwonego Półksiężyca w sojuszniczej Turcji, w Konstantynopolu; w neutralnej Szwajcarii, w Zurychu i w Budapeszcie. Właśnie podczas pobytu w tym ostatnim mieście, przyjaciel z dawnych lat doktor Franz Martos przedłożył mu projekt libretta, który kompozytora zainteresował. Temat był węgierski, ale o ile w Cygańskiej miłości temat był drapieżny, uczucia namiętne, a konflikty dramatyczne, o tyle w libretcie Martosa dominowała liryczna, sielska atmosfera, a akcja koncentrowała się na subtelnie odtworzonym dramacie serca młodej, wiejskiej dziewczyny. Utwór stanowił adaptację sztuki Charlotty Birch-Pfeiffer Wieś i miasto (Dorf und Stadt), z tym że w oryginale scenerią dramatu był Schwarzwald, a Martos przeniósł akcję na Węgry, pisząc libretto po węgiersku. Dla Lehára tekst przetłumaczyli dwaj znakomici fachowcy Alfred Maria Willner i Heinz Reichert, z którymi kompozytor miał jeszcze niejednokrotnie współpracować.

## Osoby
- Pal - stary wieśniak
- Małgosia - jego wnuczka
- Sandor - malarz zakochany w Małgosi
- baron Arpad - malarz i przyjaciel Sandora
- Wilma - śpiewaczka, dawna przyjaciółka Sandora
- Lajos - narzeczony Małgosi
- Borcza - dziewczyna wiejska[2]

## Treść

### Akt I
Nadchodzi jesień. Z małej wioski pod Budapesztem malarze wracają z pleneru do miasta. Tylko Sandor zamierza zostać dłużej, chce dokończyć portret wiejskiej dziewczyny, w której się zakochał i teraz trudno mu się z nią rozstać. Jej dziadek, stary Pal nie bierze tych umizgów malarza na poważnie i nie zwraca uwagi na plotki (Co mnie obchodzą ludzie i cały świat). Również Wilma, śpiewaczka i dawna przyjaciółka Sandora, gdy jej Arpad opowiada o miłości przyjaciela, nie bierze tego na poważnie. Obiekt westchnień Sandora, Małgosia nie uznaje takich flirtów, nie pozwala się pocałować malarzowi. Ma swojego narzeczonego Lajosa, który teraz pojechał na roboty żniwne, za którego wyda się po jego powrocie. Sandor trochę jej jednak zawrócił w głowie, śpiewając Taki jestem zakochany Małgosiu ma. Namawia ją na wspólny wyjazd do miasta. Tam dokończy jej portret. Wezmą ślub i będą żyli razem.
Do chaty, w której mieszka Małgosia z dziadkiem przypadkowo zagląda Wilma. Jest spokojna o swą przewagę nad rywalką. Małgosia, choć ładna, jest naiwna i prymitywna, nie zna życia, nigdy nie była w mieście. Powracający z pola Lajos, na wieść, ze Małgosia pozowała w lesie malarzowi, obraża się na nią i idzie do karczmy. Wilma przekonuje Sandora, że zawróci tylko w głowie wiejskiej dziewczynie, a potem znudzi się nią i nie będzie wiedział co z nią zrobić. Roztacza przed nim swój światowy wdzięk. Sandor jest jednak przekonany, że tutaj na wsi odnalazł się wreszcie jako artysta i człowiek.
Wilma odjeżdża, a Sandor wdaje się w bójkę z Lajosem. Powala pijanego młodzieńca na ziemię, a gdy ten wyciąga nóż, Małgosia przerażona rozdziela walczących. Sandor wie, że wygrał. Dostrzegł w oczach dziewczyny błysk niepokoju i już wie, że Małgosia go kocha i pojedzie z nim do miasta.

### Akt II

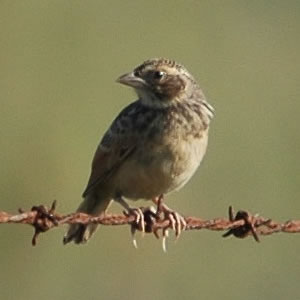
Skowronek

W swojej pracowni na poddaszu Sandor kończy portret Małgosi, nie umie jednak skończyć, brak mu błysku w oku portretowanej dziewczyny. Małgosia wraz z dziadkiem przeniosła się do Sandora. Ten, przynaglany przez starego Pala, przebąkuje coś o przyszłym ślubie, ale coraz częściej drażni go brak obycia Małgosi i jej naiwna prostota. Małgosia uczy się całymi dniami, aby nie przynieść wstydu Sandorowi, ale nauka jej nie idzie.
Pracownię odwiedzają Wilma i baron Arpad. Wilma przebiera Małgosię w suknie, w których dziewczyna porusza się niezdarnie, by ją ośmieszyć. Małgosia, która uważa Wilmę za przyjaciółkę, bierze te zabiegi początkowo za dobrą monetę. Kiedy pojmie, że jest przedmiotem drwiny, próbuje wyrzucić Wilmę z mieszkania, po czym wybiega z płaczem z pokoju. Wilma twierdzi, że zrobiła to dla dobra Sandora, żeby zobaczył w co się wplątał. Jednocześnie zaprasza go na wieczór do siebie. Ma być na nim minister, który umożliwi Sandorowi stypendium w Paryżu. Sandor ulega urokowi Wilmy.
Do Małgosi przychodzi Lajos. Z tęsknoty za dziewczyną przeniósł się do miasta i pracuje jako woźnica. Od czasu pamiętnej bójki nie bierze wina do ust. Powraca Sandor i robi Małgosi wyrzuty, że się dała tak ośmieszyć. Dziewczyna wpada w gniew i Sandor dostrzega w jej oku błysk, na który tak długo czekał. Teraz już wie na pewno, że dzięki niej zyska sławę. I znowu jest cudownie, aż do wieczora, kiedy, mimo próśb Małgosi, wychodzi na przyjęcie do Wilmy. A Małgosia i dziadek wspominają piękne, spokojne wieczory na wsi.

### Akt III
Jest znowu lato. Borcza, wiejska dziewczyna, gospodyni u Sandora zbiera się do wyjazdu na wieś, a Pal i Małgosia szczerze jej zazdroszczą. Arpad wpada z wiadomością, że Sandor  zdobył na wystawie złoty medal za portret Małgosi. Wraca Sandor, umawia się z przyjaciółmi na wieczorny bankiet. Do Małgosi ma tylko prośbę, by przygotowała mu na wieczór koszulę. Serdecznie wita się z Wilmą, dzieli się z nią swą radością, z nią wybiera się na bankiet. Przyznaje jej rację, że musi jeszcze porozmawiać z Małgosią i wyprawić ją na wieś. Teraz, kiedy jest popularny, nie może się kompromitować pokazując się z prostą dziewczyną. Na pożegnanie czule całuje Wilmę.
Małgosia widzi to i podejmuje decyzję o powrocie na wieś. Posyła po Lajosa, żeby pomógł jej przy pakowaniu. On oczywiście pojedzie z nią, bo nadal ją kocha i jeśli Małgosia zechce jeszcze dziś mogą wziąć ślub. Zabierają swoje rzeczy, klatkę ze skowronkiem i odchodzą. Sandor wracając do pracowni nie zastaje nikogo. W pierwszej chwili czuje żal, lecz potem mówi: może to i lepiej?.

## Premiera
Muzyka była gotowa jesienią 1917. Premierę przewidziano w Theater an der Wien na początek stycznia. Sytuacja polityczna nie sprzyjała jednak rozrywce. 18 stycznia wybuchł w monarchii, krwawo stłumiony przez policję, strajk generalny. W tej sytuacji dyrektor teatru nie chciał ryzykować premiery. Lehár uległ namowom Martosa i zgodził się  wystawić Skowronka najpierw w wersji węgierskiej. Premiera odbyła się 1 lutego w atmosferze ogólnego chaosu ogarniającego cały kraj: w porcie dalmatyńskim wybuchł bunt marynarzy, mnożyły się dezercje, strajki ogarnęły Węgry. Operetkę odegrano kilka razy i teatr zamknięto.
Tymczasem 3 marca 1918 w Brześciu nad Bugiem podpisano pokój z Rosją likwidujący front wschodni. W Austrii bito w dzwony, w katedrze św. Szczepana odśpiewano uroczyste "Te Deum", zapanowało przekonanie, że ogólny pokój jest sprawą najbliższych tygodni. Teatry natychmiast wyczuły koniunkturę. Theater an der Wien błyskawicznie rozpoczął próby nowej operetki Lehára. Dyrektor Karczag przedstawiał Skowronka jako absolutną nowość, mając o tyle rację, że kilka budapeszteńskich przedstawień minęło zupełnie bez echa. Premiera wiedeńska odbyła się 27 marca 1918. W roli Małgosi wystąpiła Luise Kartousch, Hubert Marischka jako Sandor, a Ernst Tautenhayn w znakomicie zarysowanej roli Pala. Treść nie stanowiła dla wiedeńczyków tajemnicy, publiczność pamiętała bowiem jeszcze sztukę Charlotty Birch-Pfeiffer. Bawiono się raczej śledzeniem różnic między oryginałem a librettem - w imionach, scenerii, szczegółach akcji.

## Odbiór sztuki
Libretto zostało ostro skrytykowane przez recenzentów. Uznano je za naiwne i nudne, natomiast nie szczędzono pochwał muzyce. Jedynie Neue Freie Presse przyniosła następnego dnia po premierze ostrą krytykę partytury, zarzucając jej jednostajność i prymitywizm i wyrzekając na tęsknie brzmiące skrzypce, łkające flety, wszystkie te dobrze znane elementy Lehárowskiej instrumentacji.
Większość recenzji była jednak życzliwa. Wysoko oceniono pieśń Pala Co mnie obchodzą ludzie z I aktu, miłosny duet Małgosi i Sandora: Taki jestem zakochany, o Małgosiu ma!, wreszcie efektowną pieśń Wilmy o zdobywaniu mężczyzn zapachem perfum. Podkreślano, że postaci Pala i Małgosi należą do najbardziej ludzkich i wzruszających w całym dotychczasowym dorobku Lehára.
Publiczność mimo niesprzyjających wojennych warunków nie zawodziła. Chociaż teatry, ze względów oszczędnościowych przez dwa dni w tygodniu były zamknięte, chociaż obowiązywał nakaz wstawiania do repertuaru okolicznościowych przedstawień dla robotników, nie chodziły tramwaje, a teatry często były nie dogrzane, Skowronek do końca sezonu 1918/1919 uzyskał 380 przedstawień.
W Polsce Skowronek był wystawiany kilkakrotnie. W jego pierwszej inscenizacji w 1920 w roli Małgosi wystąpiła Mieczysława Ćwiklińska, Sandora grał Bolesław Mierzejewski, dziadka – Józef Redo, a Lajosa – Ludwik Sempoliński. W 1939 rolę Małgosi śpiewała Lucyna Szczepańska.